# خراب الجرادي (الجميمة)

تعديل مصدري - تعديل

خراب الجرادي هي إحدى قرى عزلة مسويا بمديرية الجميمة التابعة لمحافظة حجة، بلغ تعداد سكانها 322 نسمة حسب تعداد اليمن لعام 2004.